# Waterbatterij

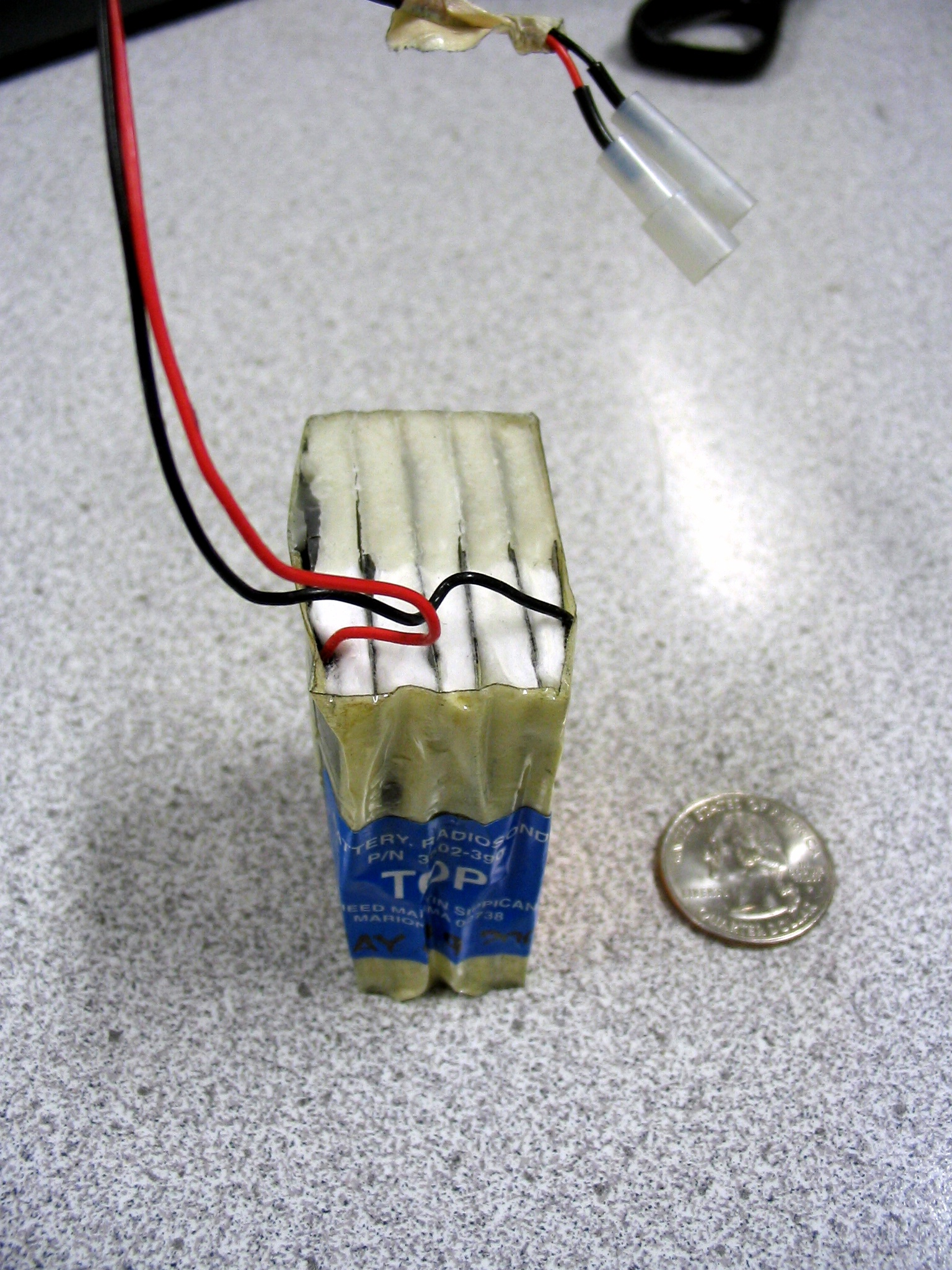
Zijaanzicht van een batterij voor een radiosonde

Een waterbatterij is een wegwerpbatterij die pas stroom levert na toevoegen van water. Het water doet dienst als elektrolyt van de elektrochemische cel. Meestal wordt dit type batterij als reservebatterij gebruikt, voor als de gewone batterijen het laten afweten. 

## Toepassingen
- Radiosondes die geen zware metalen mogen bevatten, omdat ze in het milieu terechtkomen.

## Soorten
- Koolstof-magnesium
- Koper-magnesium
- Aluminium in combinatie met zoutrijk (zee)water
- Natrium-boor: stelt waterstofgas vrij, dat op zijn beurt met een PEM FC-brandstofcel stroom vrijstelt
- Natrium-silicium: zelfde werkingsmechanisme